# Glacier Blanc
Il Glacier Blanc (nome francese che significa: Ghiacciaio Bianco) è un ghiacciaio situato nel massiccio des Écrins delle Alpi del Delfinato francesi.

## Toponimo

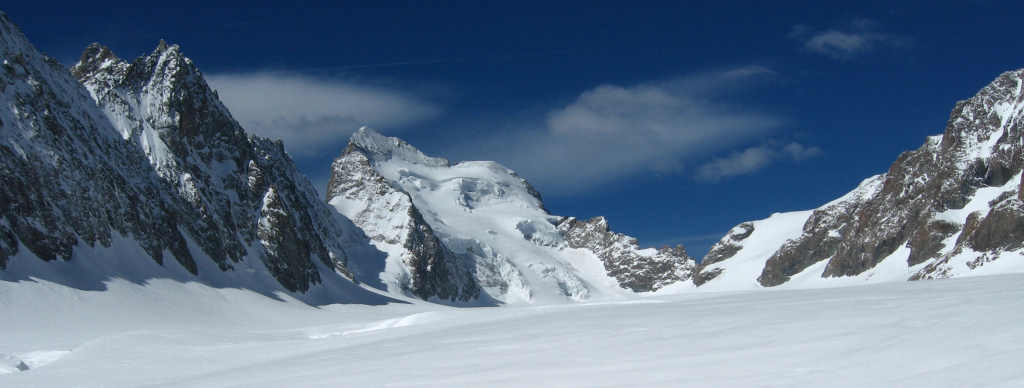
Il Glacier Blanc e, sul fondo, la Barre des Écrins.

Il nome deriva dal fatto che il ghiacciaio è in gran parte libero da copertura di detriti rocciosi a differenza del vicino Glacier Noir.

## Caratteristiche
È uno dei maggiori ghiacciai delle Alpi del Delfinato e del dipartimento Alte Alpi. Inizia a circa 4.000 metri di altitudine subito ai piedi della Barre des Écrins e termina a circa 2.300 metri nei pressi del refuge du Glacier Blanc. Più in alto sul fianco del ghiacciaio sorge il Rifugio des Écrins. Come tanti altri ghiacciai in questi ultimi anni si è particolarmente ritirato.

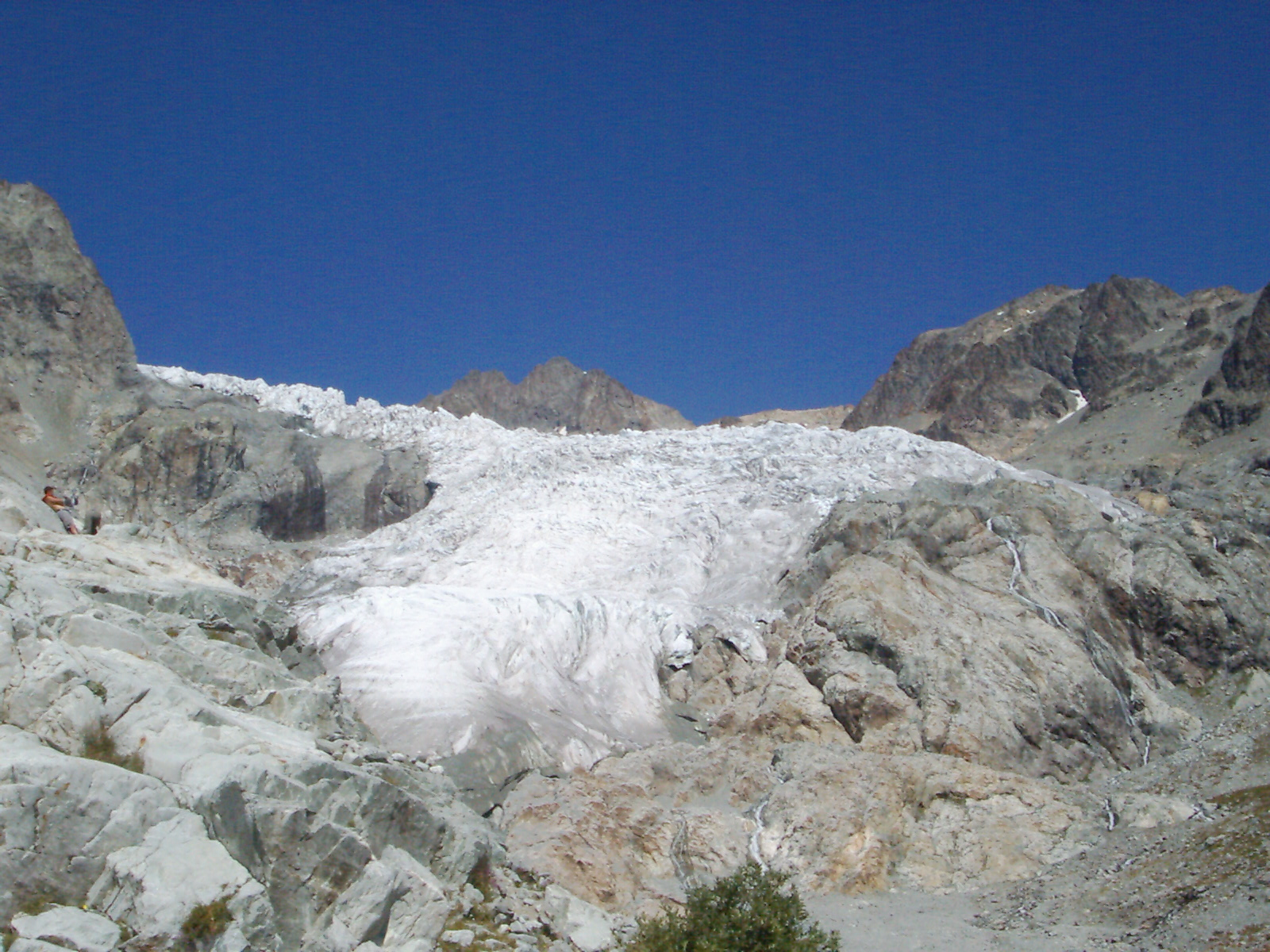
Il fronte del ghiacciaio nel 2004.